# Jinchūriki
Jinchūriki (人柱力 Poder del Sacrificio Humano?) es el nombre que se da en el manga y anime Naruto a las personas en cuyo interior se encuentra sellado uno de los nueve Bijū existentes (monstruos de gran poder). El término aparece por primera vez en la segunda temporada del manga, cuando Chiyo habla de la existencia de otros monstruos como el de Naruto o Gaara, en la misión para rescatar a este último.
La historia misma gira en torno a un Jinchūriki, Naruto, que en su interior alberga a Kurama, un zorro de nueve colas, el segundo más poderoso de todos estos seres (Kurama es el Bijū más poderoso entre las nueve bestias con cola, aun así la fusión de todos estos crea al Bijū más poderoso de todos, el diez colas o Jūbi). Un Jinchūriki puede aprender a usar parte del chakra del Bijū en su interior, adquiriendo así un poder enorme para realizar todo tipo de técnicas complejas. Si a un Jinchūriki le es sustraído su Bijū, este automáticamente morirá, sin embargo en el caso de Naruto y Kushina por ser descendientes del clan Uzumaki, estos muestran que no mueren después de la extracción de un biju, debido a su fuerte resistencia y chakra especial.

## Jinchūrikis

### Gaara
Gaara es uno de los hijos de Rasa, el cuarto Kazekage de la Aldea Oculta de la Arena. Al nacer, este ordenó que se sellara en su interior el espíritu del Shukaku, el Bijū de una cola, para poder usarlo más adelante como arma definitiva de la aldea.
De la misma forma que con Naruto, todo el mundo empezó a temer y desconfiar de Gaara, lo cual desembocó en una personalidad sádica y cerrada en sí mismo, llegando a ser alguien sediento de sangre y lleno de odio. En el ataque a Konoha, él era una pieza clave en la invasión: debía liberar al Shukaku para arrasar la aldea desde dentro.
Tras el ataque a Konoha, y su encuentro con Naruto, cambió de actitud, y empezó a comportarse de otra forma. En la segunda temporada llegó incluso a ser Kazekage como fuera su padre dada su fuerte voluntad de proteger a la aldea. Akatsuki puso su vista en él, para poder obtener al Shukaku para sus propios fines. Gaara fue secuestrado por Deidara y Sasori, su bijū le fue extraído provocándole la muerte, pero luego fue resucitado por Chiyo al sacrificar su vida, con un jutsu de traspaso vital, provocándole así la muerte a Chiyo. Fue el tercer bijū capturado por Akatsuki.

### Yugito Nii
Yugito Nii (二位ユギト Nii Yugito?) era una Jōnin de la Aldea Oculta de las Nubes. En su interior se encontraba el bijū de dos colas, Matatabi, un gato demoníaco. Fue capturada por los miembros de Akatsuki, Hidan y Kakuzu y siendo llevada ante la organización, donde la criatura fue extraída, provocándole la muerte. Fue el quinto jinchuriki capturado y el sexto bijuu sellado. Durante la pelea que mantuvo con ellos, demostró poder al dominar gran parte del poder del Bijū. En el tercer databook, explica que fue hecha la jinchuriki de Matatabi a los dos años de edad gracias a un entrenamiento desagradable y forzado, impuesto en ella. Yugito Nii es orgullosa, sabia, valiente y considerada con sus compañeros de equipo. Su chakra era de naturaleza de fuego, su pasatiempo era el shamisen, su comida favorita el tekkadon, leche y le desagradaban las comidas picantes.
Aunque no se conoce mucho acerca de las familias de los jinchuriki, hay creencia de que ella y Shii (uno de los guardaespaldas del raikage) puedan ser gemelos, debido a su gran parecido físico y a que comparten la misma edad y cumpleaños, sus nombres son casi iguales "Shii y Nii", además son unas de las pocas personas de tez blanca de esta aldea que hasta ahora se han mostrado (Samui y Atsui también). Además el ser hijo único en la Aldea Oculta de las Nubes no parece ser común, ya que la mayoría de los personajes procedentes de esta villa tienen un hermano o hermana (el Raikage y Killerbee, Samui y Atsui, o los guerreros Ginkaku y Kinkaku).
Hidan mencionó que le parecía atractiva. El dos colas fue capturado por Hidan, el cual utilizó la técnica Kawarimi no jutsu en su forma de esqueleto, le provocó una derrota rápida y dolorosa. Actualmente, Kabuto ha resucitado a Yugito Nii para que luche en la 4.ª guerra ninja. De hecho, ha resucitado también a los jinchurikis de 3, 4, 5, 6 y 7 colas. Aparece en el capítulo 83 de Naruto Shippuden al ser sellada.
Su seiyū es Mie Sonozaki.

### Yagura
Yagura (やぐら?) era el jinchūriki del 3 colas, Isobu y el cuarto Mizukage de la Aldea Oculta de la Niebla. Al parecer fue un ninja reconocido por ser extremadamente poderoso es por eso que lo escogieron como Mizukage y también fue conocido como uno de los tres únicos Jinchurikis en haber podido dominar por completo a su Bestia con Cola. Tiempos atrás estaba controlado por Obito Uchiha. El tres colas fue capturado estando libre, por lo que se desconoce el paradero de Yagura, aunque se lo supone muerto. El bijū era una especie de tortuga ciega del ojo derecho, según las palabras de Obito. La muerte de Yagura se confirma después de que Kabuto lo reviviera con su jutsu Edo Tensei.
Rin Nohara fue jinchūriki también del 3 colas.
El sanbi fue capturado por Deidara y Obito Uchiha tras el asesinato de Chiriku., siendo el sexto bijuu capturado por Akatsuki y el quinto sellado. En el anime, la captura fue en el episodio 112 de Naruto Shippūden, en el cierre del arco del Sanbi, que es de relleno; generando una contradicción, ya que éste había sido sellado por Akatsuki durante el arco de Hidan y kakuzu.

### Rōshi
Rōshi (老紫?) era el jinchūriki de 4 colas, Son Goku, un hombre viejo con la capacidad de manejar el estilo de chakra Yōton (técnica elemento lava). Era de la Aldea Oculta de las Rocas. Su bestia parece ser una especie de gorila con cuernos y colmillos que curiosamente tiene por nombre real Son Goku (una referencia al dios mono de la mitología china Sun Wukong). También hace referencia con la serie Dragon Ball por las cuatro colas que tiene, ya que se puede referir a la esfera de cuatro estrellas y su relación con el protagonista Goku, y que el nombre "Roshi" es obviamente del maestro Roshi, maestro de Goku y Krillin.
Fue el séptimo y último jinchuriki capturado por Akatsuki a manos de Kisame, acompañado por Itachi.

### Han
Han (ハン?) era el jinchūriki de 5 colas, Kokuou, un hombre alto con armadura de la Aldea Oculta de las Rocas. Él era uno de los pocos ninjas que podían usar ninjutsu de vapor gracias a su armadura y por aprender los elementos agua y fuego. Su bijū tiene un aspecto de una mezcla entre un delfín y un caballo. Fue capturado por Akatsuki previo a la captura del Nibi, se desconoce por qué miembros fue capturado y su aldea tampoco no hizo nada por evitarlo.

### Utakata
Utakata (ウタカタ?) era el jinchūriki del 6 colas, Saiken, un joven ninja de la Aldea Oculta de la Niebla. Según Masashi Kishimoto, su personalidad era "encantadora". Era perseguido por ninjas rastreadores de la Niebla ya que se le consideraba un criminal, encontrándose en el libro Bingo de su aldea y ofreciéndose una recompensa por su captura. El capitán Tsurugi le buscaba por haber matado a su sensei, Harusame, porque al parecer este liberó el sello del bijū que había en su interior. Suele ser un chico muy serio pero despreocupado y muy hábil al enfrentarse a sus enemigos.
Aparece en el capítulo de relleno 144 de Naruto Shippuden por primera vez. Podía usar ninjutsu con burbujas.
Fue capturado por Akatsuki en algún momento previo a la captura del Nibi. Sin embargo, en el anime, fue capturado luego de la captura del Yonbi por Pain y sus otros cuerpos en el episodio 151 y se le extrajo el bijū en el 152.
Tenía una gran amistad con Hotaru Tsuchigumo, última descendiente de su clan, al punto de que tarde o temprano aceptó convertirse en su sensei, aunque antes se negase rotundamente por despreciar el "falso vínculo" entre alumno y maestro (esto fue debido a un malentendido entre Utakata y su propio sensei de la Niebla, Harusame). Le enseñó algunos jutsus de agua, creyendo que Hotaru no podría utilizarlos pues era necesario poseer chakra suiton, pero ella lo logró. Al morir Utakata, también su último pensamiento fue para Hotaru.
Posteriormente es resucitado mediante la técnica Edo Tensei de Kabuto Yakushi, junto con el resto de jinchuriki capturados, para servir en batalla durante la 4.ª Guerra Ninja.
Su seiyū es Kenichi Suzumura.

### Fuu
Fuu (フウ?) era la jinchūriki del 7 colas, Choumei, su biju era una especie de insecto rinoceronte, y seis de sus colas forman sus alas, siendo la séptima una especie de púa o aguijón. Era de la Aldea Oculta de la Cascada, la misma del akatsuki Kakuzu, siendo la única jinchuriki no procedente de las cinco grandes naciones ninja. Tiene el cabello corto y verde claro con un clip, la piel morena y ojos rosados/anaranjados. Viste un conjunto ligero de color blanco, y carga un cilindro rojo en su espalda (del cual todavía se desconoce su uso).
Fue capturada en algún momento previo a la captura del Nibi por los Akatsuki. En el anime, fue capturada por Hidan y Kakuzu, antes del inicio de la segunda parte de la serie y poco tiempo después del examen chunin realizado en la aldea de la Arena. Se creía que ella odiaba a la humanidad al igual que Han y otros jinchurikis y no había sido mencionada ni mucho menos en el ánime ni en el manga hasta el capítulo 400 del ánime, donde se apreciaba que tiene un pensamiento y una energía similar a la de Naruto, muy optimista y a que más que enfrentarse a otros equipos ella buscaba "tener más 100 amigos" y obviar las diferencias entre todos, ideas que adquirió de su estrecha relación con la líder de su aldea, Shibuki, que pensaba que las aldeas deberían dejar el odio y unirse entre ellas. Cuando se enfrentó a Hidan y Kakuzu ella reconoció a este último como un ninja de su aldea y le ofreció a este ser su amiga, a lo que el contesta que no están ahí para hacer amigos. Más tarde, fue revivida como los demás jinchuriki por el Edo Tensei de Kabuto Yakushi para luchar en la guerra.
Como dato curioso, mayormente se hablaba de Fuu en femenino, pero al parecer Masashi Kishimoto no estaba del todo seguro respecto a su sexo. En el capítulo 330 del Shippuden, en cambio, su género femenino quedó confirmado en la canción de recuento de bijūs, donde se la llama específicamente kunoichi.
No confundir con Fu Yamanaka, ninja de AMBU Raíz fiel a Danzō Shimura.

### Killer Bee
Tiene en su interior al Bijū de 8 colas, Gyuki, un toro enorme con el cuerno izquierdo partido (por el  Tercer Raikage) cuyas colas tienen forma de tentáculos, el cual ha dominado bastante bien demostrando esto al liberar rápidamente las 8 colas. Killerbee es un ninja de la Aldea Oculta de las Nubes con una personalidad bastante excéntrica y de costumbres poco comunes entre los ninjas. Además es el hermano menor del Raikage (aunque no son hermanos biológicos), fue supuestamente capturado por Akatsuki cuando Sasuke y el equipo Taka lo vencieron, pero en realidad se llevaron un pedazo de una de las colas del Hachibi, de modo que Killer Bee logró escapar y decidió descansar un tiempo fuera de su villa.
Tras el combate de Sasuke Uchiha contra los kages, reaparece en un bosque cantando con un hombre llamado Sabu y su mascota mapache Ponta, en ese momento aparece Kisame Hoshigaki para atraparlo y comienzan el combate. Kisame utiliza su espada Samehada para absorber el chakra de Gyuki, lo que le permite tomar ventaja al comienzo de la batalla. Killer Bee se preocupa por el hecho de que Sabu y Ponta puedan salir lastimados y decide no pelear con todas sus fuerzas hasta ponerlos a salvo. La pelea parece perdida, entonces Samehada rechaza a Kisame y en ese momento el Raikage aparece, y junto a su hermano le dan el golpe final a Kisame al decapitarlo. Pero más adelante en el manga vemos que era una estrategia para infiltrarse en la Alianza Shinobi.
Posteriormente, los kages acuerdan que para una mejor protección de Naruto y Killer Bee (los dos últimos jinchurikis que necesita Akatsuki), son enviados a una isla en el País del Rayo para protegerlos. Ya en esta isla Killerbee accede a entrenar a Naruto en un punto especial para enseñarle cómo controlar el poder de Kurama, sin que Naruto se enterara de lo que sucedía en el exterior. Luego de que Naruto saliera y se diera enseguida cuenta de la guerra que sucedía en el momento, ambos se dirigen al campo de batalla, sin lograr ser detenidos ni por Iruka, ni por el equipo de barrera anti-jinchuuriki. Estuvieron cerca de ser detenidos por Tsunade Senju y por el Raikage "A", pero al demostrar Bee que su "Lariat" es más fuerte que la del Raikage y al Naruto convencer al Raikage de sus intenciones (y esquivar su golpe a máxima velocidad, el Raikage dice que es la segunda persona en lograrlo, ya que el primero en lograr equivar este ataque en su momento fue el padre de Naruto y Cuarto Hokage, Minato Namikaze), los deja pasar para ir al campo de batalla. Luego este ayuda a Naruto en la lucha contra los Jinchurikis y el mismo Obito, en el transcurso de la Cuarta Guerra Mundial ninja Killer Bee agota todo su chakra quedando aun lado de la batalla. Años después de finalizada la Cuarta Gran Guerra Ninja, Killer Bee es atacado y aparentemente asesinado por Kinshiki Ōtsutsuki y Momoshiki Ōtsutsuki en la película, Boruto: Naruto the Movie cuando se extrajo parte del chakra de Gyuki, pero más tarde en los créditos de la misma se revela que realmente sobrevivió al ataque, al igual que Gyuki.

### Naruto Uzumaki
Al inicio de la historia se relata brevemente que el zorro demoníaco, Kurama atacó la Aldea Oculta de Konoha. Mató a mucha gente y destruyó gran parte de la aldea. El dirigente de la aldea en aquel momento, Minato Namikaze, el Cuarto Hokage consiguió derrotarlo y sellarlo, a costa de su propia vida, la mitad Yang del poder de la bestia en el cuerpo de su hijo recién nacido, Naruto, mientras que la mitad Yin la sello en sí mismo para que esta muriera con él.
En ese momento, Hiruzen Sarutobi, el Hokage anterior, volvió a tener el mando y decretó que nadie debía hablar a las siguientes generaciones sobre el mal que había sido encerrado en el cuerpo de Naruto, ni siquiera a él mismo. La norma se cumplió, y los mayores nunca hablaron de esto a sus hijos. Sin embargo, la gente no podía evitar mirar y tratar a Naruto con hostilidad pensando que él era, de alguna forma, aquel demonio que había roto las vidas de muchos en la aldea. Esa desconfianza y desprecio por el joven Naruto se traspasó inconscientemente a los más pequeños y todo el mundo se comportaba de la misma forma fría y distante con él. Por esta razón se convirtió en un gamberro que siempre intentaba llamar la atención de los demás, aunque no conseguía que nadie lo aceptara. Al principio de la historia, Mizuki Touji le revela que en su interior se encuentra el zorro demonio, pero él no parece darle mucha importancia.
Finalmente, gracias a su primer maestro, Iruka Umino y a su grupo en las misiones, Kakashi Hatake, Sasuke Uchiha y Sakura Haruno, Naruto comprendió que algunos sí lo aceptaban como era.
A lo largo de la historia, Naruto aprende a utilizar, poco a poco, el chakra de Kurama, primero de manera inconsciente, y luego gracias al entrenamiento de Jiraiya. Gracias a este, puede realizar técnicas como la invocación de Gamabunta, su Taju Kage Bunshin no Jutsu, una multiplicación masiva de su cuerpo en cientos de clones y su Rasengan junto con todas sus variaciones Odama Rasengan así como su elemento afín el viento para lograr su Fūton: Rasen Shuriken.
Tras la pelea entre Deidara y Sasuke, Obito Uchiha (el verdadero líder de Akatsuki) le ordena a Pain capturar al Kyubi, fallando en el intento.
Más tarde Minato vuelve a aparecer pero esta vez en forma espiritual en la mente de Naruto, creando un nuevo sello de los cuatro elementos para encerrar a Kurama. Después de realizar un entrenamiento dirigido por Killer Bee, Naruto consigue dominarlo totalmente, pero sin conseguir transformarse en su biju como lo hace Gyuki con Killer Bee.
Tras amigarse con Kurama, Naruto logró mejorar su transformación y controlar el poder de Kurama. El perdería la mitad de Kurama sellada él, debido a que Madara Uchiha se la arrebata violentamente, aunque Obito Uchiha le sella la mitad Yin que tenía su padre Minato. Finalmente, luego de los sucesos de la guerra, Kurama volvería a volverse un solo ser dentro del Uzumaki y recuperaría su tamaño original.
Durante la Cuarta Guerra Ninja se convirtió en Jinchūriki de todos los bijus, siendo estos: Shukaku, Matatabi, Isobu, Son Gokū, Kokuō, Saiken, Chōmei, Gyūki y Kurama. Siendo conocido desde entonces como el Pilar Humano del Poder del Diez Colas.

### Kushina Uzumaki
Kushina Uzumaki  (うずまきクシナ  Uzumaki Kushina?) es la madre de Naruto Uzumaki y fue el Jinchūriki anterior de Kurama quien le ayuda a Naruto a sellar completamente al zorro dentro de él y poder controlarlo.

### Minato Namikaze
Minato Namikaze (波風ミナト Namikaze Minato?) es el padre de Naruto Uzumaki y el Cuarto Hokage. Fue el Jinchūriki de la mitad Yin de Kurama, el Nueve Colas. Él junto a la bestia estuvieron sellados dentro de un Shinigami, pero fue liberado junto al resto de los Hokages por Orochimaru. Durante la Cuarta Guerra, mostró sus habilidades con el Chakra de Kurama. Finalmente, intentaría sellar su mitad dentro de Naruto debido a que este perdió la suya, sin embargo fue interceptado por Zetsu Negro.

### Zetsu Negro
Zetsu Negro se interpuso entre Minato y Naruto, por lo cual Minato le transfirió su mitad de Kurama en él. Sin embargo, Obito Uchiha lo controlaría y se lo transferiría a Naruto.

### Hagoromo otsutsuki
Jūbi es un demonio que se encontraba sellado dentro de Hagoromo, el fundador legendario del mundo ninja.
Hagormo  se enfrentó con el monstruo en la antigüedad y consiguió sellarlo dentro de su cuerpo. En su lecho de muerte, consciente de que al morir el Jūbi volvería a ser libre, usó un jutsu sobre el monstruo para separar su chakra en nueve partes, dando origen de este modo a los nueve Bijūs actuales, y encerrando su cuerpo en la luna.

### Obito Uchiha
Tras una larga y ardua batalla, Madara decide sacrificar a Obito como pago por haberlo salvado en el pasado, pero esto le resulta contraproducente pues en vez de resucitar por medio del Rinne Tensei no Jutsu como lo había previsto, realizó los sellos que convirtieron a Obito en el Jinchuriki del Diez Colas, y ahora posee el poder del Sabio de los 6 Caminos, un poder sin igual pues ni el mismo Hashirama podría ser capaz de derrotarlo.

### Madara Uchiha
Madara se convirtió en el Jinchuuriki del Diez Colas luego de capturar a Ocho de ellas y a la mitad del Nueve Colas sellado en Naruto. Luego, selló el Jūbi en él, convirtiéndose en un Jinchūriki. Madara obtuvo un poder incluso hasta mayor que Obito, capaz de sobrevivir a Might Guy en su octava puerta y enfrentar a Naruto Uzumaki y Sasuke Uchiha al recibir sus nuevos poderes. Tras combinar el poder de sus Rinnegan original y el poder del Jūbi, un tercer ojo nació en Madara, el Rinnesharingan. Inesperadamente, Madara fue traicionado por Zetsu Negro, para su mala suerte, Zetsu utilizó el cuerpo de Madara para revivir a su "madre" y voluntad, Kaguya, la portadora original del Rinnesharingan, el Byakugan y la verdadera forma del Jūbi, así como madre biológica del Rikudō Sennin y su hermano. Desafortunadamente, Madara murió luego de perder al Jūbi cuando este fue sellado por Naruto y Sasuke.